# American Audio
American Audio – amerykańska firma zajmująca się produkcją sprzętu muzycznego, założona w 1985 roku jako firma zajmująca się oświetleniem.

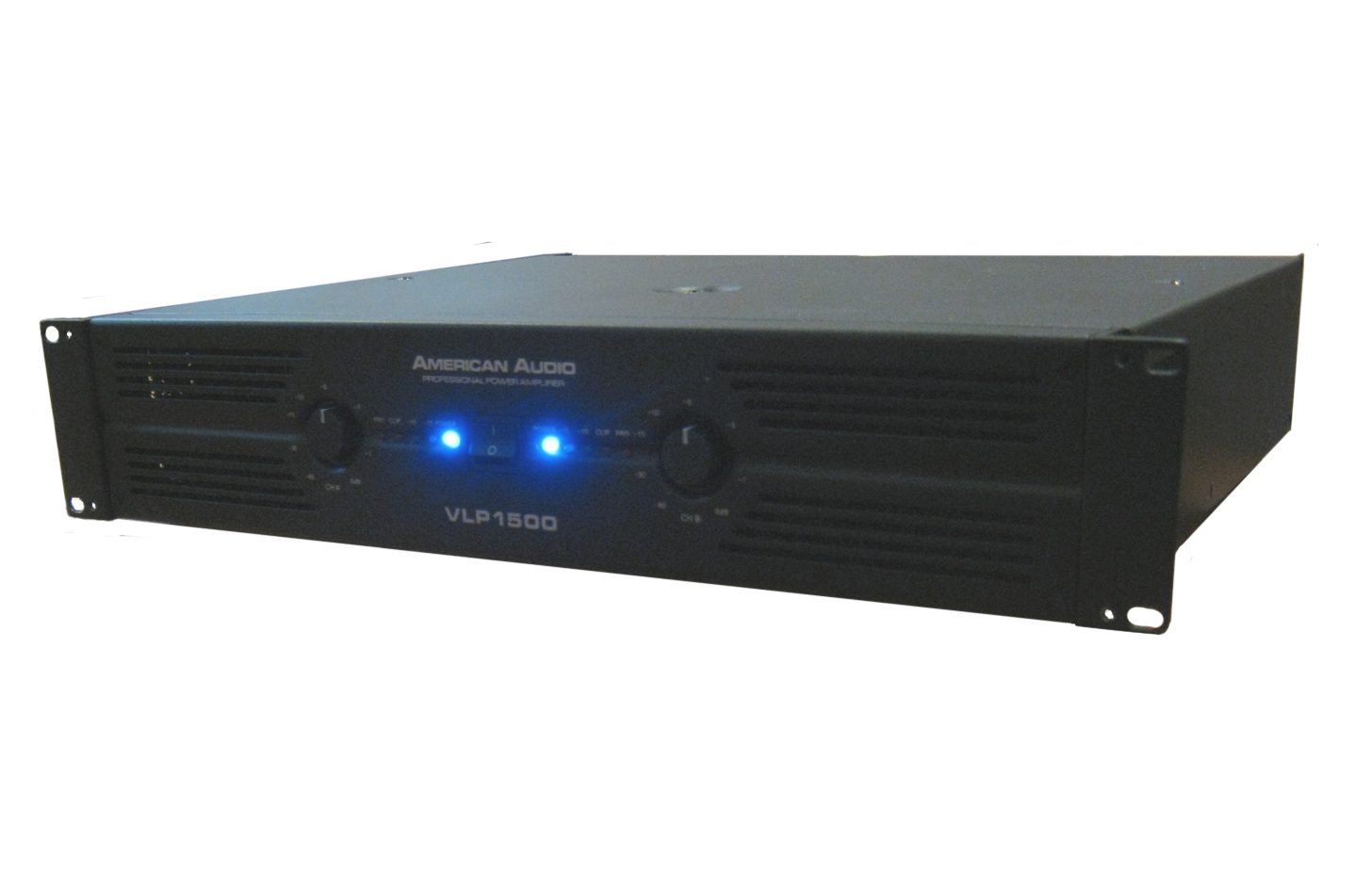
Wzmacniacz mocy z serii VLP (model VLP1500). Numer w nazwie wskazuje na moc - 1500W RMS w trybie bridge (mono).

## Marki
W skład firmy wchodzą:
- American DJ (ADJ)
- Elation Professional
- Acclaim Lighting
- American Audio
- Duratruss

## Produkty
Obecnie firma produkuje urządzenia z różnych segmentów rynku muzycznego. W ofercie znajdują się m.in.:
- wzmacniacze
  - V-series
  - VX-series
  - VLP-series
- przewody (kable)
  - Accu-series
- kolumny głośnikowe
  - DSL-series
  - KDT-series
  - PXW-series
  - XSP-series
- reflektory
  - LED
  - zwykłe
- lasery
- mikrofony bezprzewodowe
  - WM-series

## Użytkownicy
Przez ponad 25 lat firma American Audio oferowała znakomitej jakości urządzenia, które weszły w użycie u takich artystów jak John Mayer, Bon Jovi czy Brad Paisley. Produkty tej firmy znalazły się także na statku Oasis of the Seas, czy w Disneylandzie oraz parku zabaw Universal Studios.